# Michelle Nicolini
Michelle Zonato Nicolini ou Michelle Nicolini (nascida em 5 de janeiro de 1982, em Itu, no interior de São Paulo) é uma praticante de Jiu-Jitsu e lutadora de artes marciais mistas (MMA). Ela tem um dos recordes competitivos de grappling e Jiu-Jitsu mais marcantes de todos os tempos. Com 8x medalhas de ouro, a partir do Mundial 2019, além de vários títulos de grandes torneios, ela ocupa o segundo lugar na maioria dos títulos do Campeonato Mundial da IBJJF na faixa-preta, atrás de Beatriz Mesquita. Ela é membro do Hall da Fama da IBJJF.

## Carreira
Aos 14 anos, começou a treinar capoeira e parou 3 anos depois para se concentrar no jiu-jitsu, com o treinador Robert Drysdale, de quem recebeu sua faixa preta. Em 2015, ela competiu duas vezes no Polaris Pro Grappling, derrotando Angélica Galvão na chave de braço e perdendo para Gezary Matuda no armlock. Atualmente, ela tem um contrato com a organização ONE Championship MMA, e já teve contrato com o Legacy Fighting Championship.

## Resumo Competitivo de Jiu-Jitsu Brasileiro
Nos principais campeonatos de kimono da IBJJF na faixa-preta ela é:
- 8x Campeã mundial
- 3x Campeã do Pan-Americano
- 3x Campeã do Campeonato Europeu
- 3x Campeã Brasileira
- Campeã Peso Leve do Master 1 Europeu de 2022[8]

Nos principais campeonatos da IBJJF Nogi na faixa-preta ela é:
- 4x Campeã do Campeonato Mundial de Nogi
- 2x Campeã do Campeonato Pan Ams Nogi
- 2x Campeã do Campeonato Euro Nogi

Ela também é 4x medalhista do ADCC – 1x Ouro, 2x Prata e 1x Bronze.
Ao vencer o Campeonato Brasileiro de Nogi, Michelle se tornaria a primeira atleta feminina a completar uma varredura limpa de ganhar uma medalha de ouro na faixa-preta de kimono e sem kimono em todos os quatro principais campeonatos.

## Carreira de artes marciais mistas
Michelle enfrentou Cristina Meija no Inka FC 11, em 23 de junho de 2011, em sua estreia no MMA e venceu a luta por finalização no primeiro round. Em 22 de fevereiro de 2014, enfrentou Lanchana Green no M4TC 13: Nemesis e venceu de novo por finalização no primeiro round. Em 17 de outubro de 2014, enfrentou Norma Rueda Center no Legacy FC 36 e sofreu sua primeira derrota profissional, com Norma vencendo por decisão unânime.
Em 25 de julho de 2016, foi revelado que Michelle havia assinado com a ONE Championship, com sede em Singapura. Ela enfrentou Mona Samir no ONE Championship: Defending Honor, em 16 de novembro de 2016, e venceu a luta por finalização no primeiro round. Em 21 de abril de 2017, enfrentou Irina Mazepa no ONE Championship: Kings of Destiny e, novamente, venceu a luta por finalização no primeiro round. O mesmo para a luta em 8 de março de 2018 contra Iryna Kyselova no ONE Championship: Visions of Victory.
Em 9 de novembro de 2018, Michelle enfrentou Tiffany Teo, no ONE Championship: Heart of the Lion e Tiffany venceu a luta por decisão unânime, dando a Michelle sua segunda derrota profissional.
Em 12 de julho de 2019, Michelle enfrentou a campeã peso atômico feminina do ONE, Angela Lee, em uma luta peso-palha, no ONE Championship: Masters of Destiny. Apesar de entrar na luta como azarão e sofrer várias faltas não marcadas, Nicolini venceu a luta por decisão unânime.
Michelle desafiou a campeã mundial de peso palha feminino do ONE, Xiong Jingnan, no ONE Championship: Empower, em 3 de setembro de 2021. Foi originalmente agendado para 28 de maio de 2021, antes de ser adiado devido ao COVID-19. Ela perdeu a luta por decisão unânime, não conseguindo levar a adversária ao chão e perdendo na trocação.

## Recorde de artes marciais mistas
| Cartel no MMA   |            |            |
| 9 lutas         | 6 vitórias | 3 derrotas |
| Por nocaute     | 0          | 0          |
| Por finalização | 5          | 0          |
| Por decisão     | 1          | 3          |

| Res.    | Cartel | Oponente           | Método                        | Evento                               | Data       | Round | Tempo | Local                     | Notas                                       |
| ------- | ------ | ------------------ | ----------------------------- | ------------------------------------ | ---------- | ----- | ----- | ------------------------- | ------------------------------------------- |
| Derrota | 6–3    | Xiong Jingnan      | Decision (unanimous)          | ONE Championship: Empower            | 03-09-2021 | 5     | 5:00  | Kallang, Singapura        | Pela ONE Strawweight Championship (125 lb). |
| Vitória | 6–2    | Angela Lee         | Decision (unanimous)          | ONE Championship: Masters of Destiny | 12-07-2019 | 3     | 5:00  | Kuala Lumpur, Malásia     |                                             |
| Derrota | 5–2    | Tiffany Teo        | Decision (unanimous)          | ONE Championship: Heart of the Lion  | 09-11-2018 | 3     | 5:00  | Kallang, Singapura        |                                             |
| Vitória | 5–1    | Iryna Kyselova     | Submission (rear naked choke) | ONE Championship: Visions of Victory | 09-03-2018 | 1     | 2:26  | Kuala Lumpur, Malásia     |                                             |
| Vitória | 4–1    | Irina Mazepa       | Submission (armbar)           | ONE Championship: Kings of Destiny   | 21-04-2017 | 1     | 2:11  | Manila, Filipinas         |                                             |
| Vitória | 3–1    | Mona Samir         | Submission (rear-naked choke) | ONE Championship: Defending Honor    | 16-11-2016 | 1     | 2:16  | Kallang, Singapura        |                                             |
| Derrota | 2–1    | Norma Rueda Center | Decision (unanimous)          | Legacy FC 36                         | 17-10-2014 | 3     | 5:00  | Albuquerque, Novo México  |                                             |
| Vitória | 2–0    | Lanchana Green     | Submission (armbar)           | M4TC 13: Nemesis                     | 22-02-2014 | 1     | 2:27  | Tyne and Wear, Inglaterra |                                             |
| Vitória | 1–0    | Cristina Meija     | Submission (armbar)           | Inka FC 11                           | 23-06-2011 | 1     | 2:36  | Santiago de Surco, Peru   |                                             |